# Exocentrus plagiatus
Exocentrus plagiatus är en skalbaggsart som beskrevs av Hintz 1919. Exocentrus plagiatus ingår i släktet Exocentrus och familjen långhorningar. Inga underarter finns listade i Catalogue of Life.